# Земская изба
Земская изба — выборный орган местного самоуправления в России, создан на местах в результате земской реформы Ивана IV. Земская изба состояла из возглавлявшего её земского старосты, земского дьячка и целовальников, которые выбирались городскими и волостными тяглыми людьми на 1—2 года. Земская изба ведала всем местным хозяйством, развёрсткой земли, раскладкой податей, здесь собирались выборные и принимались решения по тем или иным насущным проблемам. Земская изба содержались на деньги местного населения. При Петре I по указу 1699 года земские избы превращены в органы городского самоуправления. Они состояли из выбираемых посадскими людьми бурмистров и подчинялись Бурмистерской палате, а с 1708 года — подчинялись губернаторам. В 1721—1724 гг. заменены магистратами и ратушами.